# Skönbergamästaren
Skönbergamästaren är ett anonymnamn på den kyrkomålare som utförde målningarna i Skönberga kyrka på 1200-talet.
Man antar att Skönbergamästaren på grund av sin målningsstil har invandrat till Sverige från kontinenten. Omkring år 1200 dekorationsmålade han kyrkan med motiv från Bibeln och de fragmentariska delar av målningen som finns kvar återfinns ovan långhusvalven och delar av långhusmurarna. Målningen är utförd i en senromantisk stil med motiv sammansatta av Johannes uppenbarelse och Mattei 25 kapitel. De delar av målningen som man fortfarande kan identifiera föreställer Uppenbarelsebokens motiv med den vid yttersta domen återkommande Kristus omgiven av de 24 äldste samt Jungfru Maria och Johannes Döparen samt textfragment till Matteusversionen. Skönbergamästarens konstnärliga kvalitet bedöms bäst av de fragment på norra långhusväggen där en ängel med utslagna vingar står vänd mot två personer.